# Manulete (Fadabloco)
Manulete ist eine osttimoresische Siedlung im Suco Fadabloco (Verwaltungsamt Remexio, Gemeinde Aileu).

## Geographie
Der Weiler (Bairo) Manulete liegt in der Aldeia Raifatu in einer Meereshöhe von 1103 m auf einem Bergrücken. Die Siedlung dehnt sich als lockere Ansammlung der Häuser entlang einer kleinen Straße vom Zentrum der Aldeia bis an die Grenze im Nordwesten aus. Nördlich befinden sich das Dorf Lequiça und im Suco Hautoho das Dorf Lebutu. Südlich schließt sich der Weiler Modlo an. Westlich und östlich verlaufen durch Täler Nebenflüsse des Coioial. Die Flüsse gehören zum System des Nördlichen Laclós.